# Tiphia hispanica
Tiphia hispanica é uma espécie de insetos himenópteros, mais especificamente de vespas parasíticas pertencente à família Tiphiidae.
A autoridade científica da espécie é Dusmet y Alonso, tendo sido descrita no ano de 1930.
Trata-se de uma espécie presente no território português.